# ويسلي ووديارد
ويسلي ووديارد جونيور (من مواليد 21 يوليو 1986) هو لاعب سابق في صفوف فريق كرة القدم الأمريكية . لعب كرة القدم الجامعية في جامعة كنتاكي وتم توقيعه كلاعب حر من قبل دنفر برونكو في عام 2008.

## روابط خارجية
- تينيسي جبابرة السيرة الذاتية
- دنفر برونكو بيو
- كنتاكي وايلد كاتس بيو